# Blasius Merrem
Blasius Merrem est un zoologiste allemand, né le 4 février 1761 à Brême et mort le 23 février 1824 à Marbourg.

## Biographie
Fils de marchand, il se destine tout d'abord à la prêtrise et étudie l'arabe, le grec et le latin. Il entre, en 1778, à l'université de Göttingen où, sous l'influence de Johann Friedrich Blumenbach, il découvre la zoologie et particulièrement l'ornithologie.
Il envisage une vaste publication sur la classification des oiseaux mais seuls des fragments paraissent. Car, afin de gagner sa vie, Merrem est obligé de devenir juriste. En 1785, il devient professeur à Duisbourg mais il doit compléter son maigre salaire en donnant des cours particuliers de mathématique et de physique, ce qui lui laisse peu de temps pour la zoologie.
Les troubles que connaît l'Europe à la fin du XVIIIe siècle l'empêchent de mener à bien ses projets de grandes monographiques sur les oiseaux ou les reptiles.
Même s'il meurt dans l'indifférence et la misère, son impact sur l'ornithologie est considérable. Ses travaux de classification sont très en avance sur son époque. Ceux-ci paraissent dans les Abhandlungen de l'Académie des sciences de Berlin en 1813 et peuvent être considérés comme le point de départ de la taxinomie moderne. C'est lui, notamment, qui sépare le premier les Ratites et les Carinates ; mais il est incapable de distinguer les martinets des hirondelles, comme nombre de ses contemporains. Il découvre également les sacs pulmonaires.
Il publie en 1790 Beiträge zur Geschichte der Amphibien où il décrit de nombreuses espèces de façon très précise et en en donnant de bonnes illustrations. Bien que l'on attribue à Pierre André Latreille la création de la classe des amphibiens, Merrem les sépare des reptiles dix ans avant lui. Compte tenu de la qualité de ce travail, supérieur à ceux de ses contemporains comme Lacépède (1756-1825), il est tout à fait regrettable que Merrem n'ait pu mener à bien ses projets.
Sous l'influence de Blumenbach et de Peter Simon Pallas, il tente de réconcilier deux approches alors en opposition : celle de Linné et celle de Buffon. Il emploie le système binomial du premier mais sans se limiter à un seul critère anatomique et adopte une approche plus morphologique propre au second.

## Publications
- De animalibus Scythicis apud Plinium (1781)
- Vermischte Abhandlungen aus der Thiergeschichte (1781)
- Beyträge zur besondern Geschichte der Vögel gesammelt (1784-1786)
- Avium rariorum et minus cognitarum icones et descriptiones (1786)
- Beitraege zur Naturgeschichte (1790-1821)
- Reise nach Paris im August und September, 1798 (1800)
- Index plantarum horti academici Marburgensis (1807)
- Handbuch der Pflanzenkunde nach dem Linneischen System (1809)
- Versuch eines Systems der Amphibien (1820)

## Source
- Kraig Adler (1989). Contributions to the History of Herpetology, Society for the study of amphibians and reptiles.